# Min herde Herren är
Min herde Herren är är en engelsk psalmsång, The Lord's My Shepherd (I'll Not Want), av Francis Rouse (1579—1659) och musik av John Campbell alternativt Jessie Seymour Irvine. Texten bygger på Psaltaren 23. Psalmen publicerad i The Lutheran Hymnal och i The Scottish Psalter (1650).  Texten översattes till svenska 1929 av David Wickberg.

## Publicerad i
- Frälsningsarméns sångbok 1929 som nr 317 under rubriken "Jubel, erfarenhet och vittnesbörd".
- Musik till Frälsningsarméns sångbok 1930 som nr 317.
- Frälsningsarméns sångbok 1968 som nr 406 under rubriken "Erfarenhet och vittnesbörd".
- Frälsningsarméns sångbok 1990 som nr 576 under rubriken "Erfarenhet och vittnesbörd".